# Manuel Víctor Romo y Romo
Gral. Manuel Víctor Romo y Romo fue un militar mexicano que participó en la Revolución mexicana. Nació en Jalisco. De la filiación constitucionalista, alcanzó el grado de general de brigada y posteriormente general de división, con antigüedad de 1 de mayo de 1920. En ese año se incorporó al Plan de Agua Prieta. Tuvo a su mando varias corporaciones. 